# Met-Rx
MET-Rx é uma marca registrada de suplementos dietéticos, considerado como um dos pioneros de um novo estilo de suplementos fisiculturistas.

## História
Foi criado pelo doutor A. Scott Connelly em meados dos anos 1990. Em pricípio foi pensado como uma ajuda nas lesões musculares até que foi descoberto como suplemeto por Bill Phillips. Phillips o promoveu no mundo da musculação e rapidamente adquiriu uma grande popularidade. Em 2000 Connelly vendeu seus direitos à Phillips por $108 milhões.

## Composição geral
A farinha MET-Rx contém uma mescla protéica com os seguintes ingredientes:
- Proteína de soro de leite
- Caseína
- Leite
- Albumina

Estes ingredientes também estão combinados com:
- Dextrina
- Vitaminas
- Minerais
- Aminoácidos

## Marketing
Atualmente a MET-Rx patrocina vários eventos esportivos, tais como o World's Strongest Man. Em 2004 a companhia anunciou que se tornaria a patrocinadora dos 50 melhores atletas de força. MET-Rx também é patrocinadora de vários fisiculturistas e celebridades, Phillip Heath y Lauren Jones estão entre eles.